# B65型大型巡洋舰
| B65型大型巡洋舰          | B65型大型巡洋舰 |
| ------------------------ | --- |
| B65计划图                | |
| 舰级概览                 | |
| 艦種                     | 重巡洋舰或战列巡洋舰 |
| 艦名                     | 不詳 |
| 前型                     | 天城级战列巡洋舰 |
| 次型                     | - |
| 同型艦                   | 第795号艦、第796号艦 |
| 竣工                     | 只有计划、未开工 |
| 性能諸元(以下全为计划值) | |
| 排水量                   | 标准：31,400吨 公试：34,950吨 满载：不明                                                                                |
| 全長                     | 240.0m |
| 全幅                     | 27.5m |
| 平均喫水                 | 8.8m |
| 主动力                   | 舰本式锅炉8座 |
| 主机                     | 舰本式蒸汽轮机4座4轴170,000马力                                                                                         |
| 航速                     | 33.0节（约61km/h） |
| 航程                     | 18节（约33km/h）时8,000海里（约14,800km）                                                                               |
| 燃料                     | 4,545吨 |
| 乗員                     | 1,300名 |
| 武备                     | 50口径310mm 3连装主炮 3座 九八式100mm连装高角炮 8座 九六式25mm3连装机炮 4座 13mm4连装机槍 2座 弹射装置 1座 水上飞机 3架 |
| 装甲                     | 侧舷 195mm（傾斜装甲） 甲板 125mm 主砲防盾 不明 炮塔 260mm 司令塔 215mm                                                 |

B65型大型巡洋舰（超甲巡）是日本帝國海軍原本規劃在第五次海軍軍備補充計劃建造的战列巡洋舰，最後計劃廢案，未建造。

## 概要
B65型是以戰力可超越甲型巡洋艦(重巡)之大型巡洋艦為設計目標，故也被稱為"超甲巡"
在日本海军的决战计划中，在主力舰队间的舰队决战前夜，将由重巡洋舰战队和水雷战队组成的4个袭击群作为夜战部队对敌主力舰队进行夜间雷击战。但是作为总计80艘以上的大舰队的指挥舰，高雄级重巡洋舰在司令部人员的安置和通信能力等方面被认为能力不足。同时。考虑到以重巡洋舰（甲型巡洋舰）的火力要突破敌警戒部队的防御也存在困难。因此，海军计划以金刚级战列舰支援夜战部队，而金刚级战列舰虽经过大改装能力得到提升，但已是25年舰龄的老舰，需要先期计划建造替代舰只。由此，海军计划建造一型拥有完善的指挥设施且火力同金刚级高速战列舰匹敌的新型战舰。因为是超过重巡洋舰（甲型巡洋舰）的巡洋舰，该计划就被称为超甲型巡洋舰计划。同时又得到美国海军在建造同规模的阿拉斯加级大型巡洋舰的情报，因此该级舰也有同阿拉斯加级对抗的目的。
舰表面特征上，该级舰的舰桥构造物同大和级战列舰非常相似。防御面上，因海军的要求计划能防御在20,000m～30,000m距离上310mm炮弹的攻击以及800kg炸弹的俯冲轰炸。装甲的配置上，侧舷装甲呈倾斜甚至是锥状，参考了大和级战列舰的设计，侧舷装甲的最大厚度达到195mm。同时，在舵的配置上也同大和级一样，半平衡的主舵同小型副舵串联安置。
该级舰最大特征是，为了同美国海军阿拉斯加级大型巡洋舰上的12英寸（305mm）50倍口径Mk8主炮对抗，而采用了50倍口径310mm的主炮。但是，该炮只是以“试制乙炮”的代号进行试制，实际上并未制造出来，因此具体的参数并不清楚。
该级舰在5号计划变更为改5号计划时，从计划中删除废弃，2艘舰的建造也就终止了。

## 同美国大型巡洋舰的关系
1930年代中期，美國海軍面臨著德國海軍的德意志級裝甲艦和日本海軍計劃建造的新型大型巡洋艦競爭的壓力，建造阿拉斯加級大型巡洋艦。
雙方乍看之下規格相似，但設計理念與運用思想卻大不相同。如上所述，超甲巡是金剛級戰列艦的替代品，作為領導夜戰中隊的旗艦，負責在敵方主力艦隊外圍防線上打出缺口，具有很強的戰鬥巡洋艦特性。超甲巡設計上處處可見大和級戰列艦的影響，包括防禦結構。因此比較適合視為簡化的高速戰艦，而不是大型化的重巡洋艦。
另一方面，阿拉斯加級大型巡洋艦擔當的任務，是美軍常規巡洋艦的延伸（隨伴、護衛航空母艦之外，也能擔當單艦的分遣、巡邏任務）。在設計思想上是能單方面摧毀條約型巡洋艦（如日本的高雄級重巡洋艦）和通商破壞艦（德國德意志級裝甲艦），也就是一種「巡洋艦殺手」。基本設計是重巡洋艦的大型化，特別是防禦結構，阿拉斯加級的防御裝甲也無法完全防禦自身配備的12吋主砲。（主因是要降低建造成本）
阿拉斯加級兩艘艦艇「阿拉斯加號」和「關島號」在太平洋戰爭後期才服役，大多只能進行護航航母和岸轟炮火支援。沒機會與敵軍巡洋艦交戰，建造和運用成本又比重巡洋艦高出一大截，被評價為失敗作，在戰後不久就退役拆解。因此有觀點認為，超甲巡很可能也會有同樣下場。不過如上文所述，超甲巡是金剛級戰艦的代替品，如果實際建成，日軍很可能會讓超甲巡像金剛級戰艦一樣積極投入前線，獲得較多戰果。只是對於實際未建造出來的超甲巡，運用評價如何也只能推測。

## 流行文化
在2015年戰遊網大型多人在线角色扮演射击游戏《戰艦世界》的多次更新以後，日本巡洋艦科技樹的IX級巡洋艦“吾妻”和X級巡洋艦“吉野”，設計分別基於歷史上的B-65計劃和該計劃的改型。而中國智能手機遊戲《碧藍航線》與戰艦世界的第二次聯動活動當中，亦讓吾妻號以沿用相關資料的艦娘登場。

## 关联項目
- 大日本帝国海军舰艇列表
- 阿拉斯加级大型巡洋舰